# Xiong Yi
Xiong Yi (chinois traditionnel : 熊繹 ; pinyin : Xióng Yì, est un des premiers souverains connus de l'ancien État chinois de Chu et le premier à porter le titre de Vicomte de Chu. Son règne a lieu au XIe siècle av. J.-C., au début de la période de la dynastie Zhou. Fils et successeur de Xiong Kuang, selon les légendes locales, telles que rapportées par Sima Qian dans son ouvrage, le Shiji, Yi serait un descendant du mythique Empereur jaune, et plus spécifiquement de son petit-fils et successeur Zhuanxu, via son arrière-grand-père Yuxiong.

## Notice biographique
Xiong Yi vit à l'époque du roi Zhou Chengwang, le second roi de la dynastie Zhou, qui règne de 1042 à 1021 avant J.-C.  Ce dernier souhaite honorer les plus fidèles serviteurs de ses prédécesseurs, le roi Zhou Wuwang et le roi Zhou Wenwang. Chengwang organise une réunion à Qiyang (chinois : 岐陽), où se retrouvent Xiong Yi et les autres seigneurs vassaux des Zhou. Là, Xiong Yi jure allégeance au roi et reçoit le rang de "gardien du Maojue" (chinois : 茅蕝), soit un rang élevé dans l'ordre de préséance de la cour des Zhou. Il est également nommé codétenteur du flambeau rituel (chinois : 守燎), avec le chef du clan Xianbei. Il devient même l'un des cinq ministres les plus importants de la cour des Zhou . 
Toujours lors de cette même réunion, Chengwang offre à Xiong Yi des terres situées autour de Danyang (chinois : 丹阳)  et l'anoblit en lui donnant le titre héréditaire de Zĭ (chinois : 子) du Chu, ce qui équivaut à peu près à vicomte du Chu. 
Yi reçoit tous ces honneurs comme récompense pour l'aide que ses ancêtres ont apportée aux anciens rois de Zhou.
Selon le Shiji, Xiong Yi et ses sujets se rendent donc à Danyang, où ils construisent la première capitale du Chu. Yi entreprend ensuite la tâche ardue de faire défricher les sous-bois épineux des contreforts des montagnes du Jingshan, afin que son peuple puisse faire véritablement naitre et prospérer la vicomté de Chu et faire des sacrifices aux rois de Zhou. 
Les fouilles archéologiques ont révélé qu'à un moment donné, probablement avant le début de la guerre contre le roi Zhao, le peuple du Chu s'est installé dans la région montagneuse située à l'ouest de la rivière Han, dans l'est du Hubei . Là, ils ont construit un centre fortifié près des monts Jing. Cependant, il est difficile de certifier que cette migration du peuple de Chu correspond bien à celle décrite par Sima Qian dans son ouvrage. 
Toujours est-il que c'est durant cette période que le Chu devient le pouvoir local dominant, prenant le contrôle de plusieurs tribus vassales et de petits États , ce qui lui permet de s'étendre rapidement et de prendre le contrôle de larges pans du bassin de la rivière Han et des vallées centrales du Yangzi.
À un moment donné durant le règne de Xiong Yi, plusieurs grands seigneurs vassaux des Zhou, à savoir le Duc Ding de Qi, le Comte Kang de Wey (chinois : 卫康伯), le marquis Xie de Jin et le duc Bo Qin de Lu, rencontrent le roi Zhou Kangwang; le fils et successeur de Chengwang. Le roi donne à chacun de ces vassaux un précieux trésor, sans que le Vicomte de Chu en soit informé. Plus tard,en l'an 530 avant J.-C., durant la Période des Printemps et Automnes, le roi Ling de Chu soulèvera à nouveau la question concernant la raison de l'exclusion du Chu de cette réunion.
Après la mort de Xiong Yi, c'est son fils Xiong Ai qui lui succède comme vicomte de Chu.